# Барон Бриджес
Барон Бри́джес (англ. Baron Bridges) из Хэдли в графстве Суррей и Сент-Николаса в Уэйде в графстве Кент — наследственный титул в системе Пэрства Соединённого королевства. Он был создан 4 февраля 1957 года для известного государственного деятеля сэра Эдварда Бриджеса (1892—1969). Он занимал должности секретаря кабинета министров (1938—1946) и руководителя гражданской службы (1945—1956). По состоянию на 2023 год носителем титула являлся его внук, Марк Томас Бриджес, 3-й барон Бриджес — сын Томаса Эдварда Бриджеса, 2-го барона Бриджеса (1927—2017), который сменил своего отца в 2017 году. 2-й барон Бриджес был послом Великобритании в Италии (1983—1987). 2-й барон Бриджес являлся одним из девяноста двух избранных наследственных пэров, которые остались в Палате лордов после принятия Акта Палаты лордов 1999 года, сидел на скамейке независимых депутатов.
Первый барон был сыном поэта-лауреата Роберта Сеймура Бриджеса (1844—1930). Внук 1-го барона Джеймс Джордж Роберт Бриджес (род. 1970), стал пожизненным пэром с титулом барон Бриджес из Хэдли в мае 2015 года.

## Бароны Бриджес (1957)
- 1957—1969: Эдвард Эттингден Бриджес, 1-й барон Бриджес (4 августа 1892 — 27 августа 1969), сын Роберта Сеймура Бриджеса (1844—1930)[1];
- 1969—2017: Томас Эдвард Бриджес, 2-й барон Бриджес (27 ноября 1927 — 27 мая 2017), старший сын предыдущего[2];
- 2017 — настоящее время: Марк Томас Бриджес, 3-й барон Бриджес (род. 25 июля 1954), старший сын предыдущего[3];
  - достопочтенный Майлс Эдмунд Фаррер Бриджес (1 июля 1992 — 5 февраля 2018), единственный сын предыдущего[4];
    - Наследник титула: достопочтенный Николас Эдвард Бриджес (род. 1956), младший брат 3-го барона Бриджеса[5];
      - Наследник наследника: Мэттью Орландо Бриджес (род. 1988), сын предыдущего[6].